# Jean-René Lemoing
 (mars 2013).
Jean-René Le Moing, né le 28 mai 1929 dans le 12e arrondissement de Paris, est un dessinateur de bandes dessinées, de publicités et le créateur de la mascotte M. Malabar (chewing-gum).

## Biographie

### Jeunesse
Son père, manœuvre, né dans le 5e arrondissement de Paris, et sa mère, pupille de la Nation, d’origine creusoise, se sont mariés le 8 septembre 1928 dans le 11e arrondissement. Leur fils unique naît le 28 mai 1929 dans le 12e arrondissement. Ses parents habitent au 5 rue de Godefroy Cavagnac (11e arrondissement). Il grandit dans le 19e arrondissement.

### Débuts de dessinateur
Les premières traces de son travail de dessinateur sont les personnages de Chevalier Emerik et de Peter Pat dans l’Express Illustré en 1952. La même année, il signe des récits complets, des jeux, des illustrations dans les publications Fleurus : Cœurs vaillants et Âmes vaillantes.

### L'atelier 63
Vers 1955, au départ de Daniel Gauchy, Christian Gaty le fait entrer à l’Atelier 63. Il était installé à droite en entrant face à Lucien Nortier à gauche, puis Robert Gigi et Christian Gaty et Raymond Poïvet seul au fond. C’est à cette époque qu’il rencontre celui qui restera son ami, Albert Uderzo. Ce dernier se rappelle Le Moing maugréant lorsqu’il regardait travailler le futur auteur d'Astérix, par-dessus son épaule : « J’y arriverai ! J’y arriverai ! Si, si, j’y arriverai ! ».
Contrairement aux autres dessinateurs, Jean-René Le Moing n’avait pas de bandes régulières à fournir, mais beaucoup d'illustrations publicitaires. Il donnait donc des coups de main à ses collègues lorsque ceux-ci était débordés. Il réalisait décors ou encrages pour qu’il ne leur reste que les personnages principaux à ajouter.

### EdiFrance / EdiPresse
De 1955 à 1958, en parallèle de l’Atelier 63, il rejoint Edifrance/Edipresse, la société créée par Jean-Michel Charlier, Albert Uderzo, René Goscinny et leur ami Jean Hébrard, tous quatre issus de la World Press. « Nous recrutons à cette période un gentil garçon pour nous assister dans le travail des maquettes. Il s’appelle Jean Le Moing et il est de nature assez joviale. Nous l’avons rencontré dans un atelier rue des Pyramides, où siège le grand Raymond Poïvet… » dixit Albert Uderzo. Il réalise aussi Les aventures de Pamcoq dans le journal publicitaire des vêtements « Conchon-Quinette ».
En 1955-1956, il illustre deux Histoires de l’oncle Paul dans Spirou.
À cette époque, il rencontre Jean Hébrard, Victor Hubinon, Jean-Michel Charlier, Georges Langlais (Gal), Martial, René Goscinny. En 1959, il fait partie de l’équipe de création du journal Pilote. Raymond Poïvet en parle : « Je suis entré à Pilote grâce à un ami qui était en quelque sorte associé au groupe Goscinny-Charlier-Uderzo. Il s’appelait Jean Le Moing et il était, je ne sais pas pourquoi, dans l’équipe de création de Pilote. Il avait parlé de moi et c’est comme cela que j’ai pris contact avec Goscinny qui, à ce moment-là, était beaucoup plus humble que maintenant, forcément (et c’est normal) ».
Bulbul, du nom d’un personnage de poisson qu’il a dessiné, s’occupe principalement du journal Pistolin, dans lequel on trouve cette description : « Il (Jean Le Moing) est le metteur en page du journal, il dessine les jeux, les illustrations des articles. Très doué pour les imitations vocales, il excelle dans les bruits de trains qui déraillent et les salves de coups de canon. Très consciencieux, il travaille dans un désordre savant. Jean adore parler et manger, il lui arrive de faire les deux choses en même temps, ce qu'il est chers amis, le premier à vous déconseiller… Son violon d'Ingres : le judo. Il a déjà mis plusieurs d'entre nous hors de combat. ». Il lui arrivera d’être lui-même mis hors de combat comme le raconte Uderzo à propos d’un jeune stagiaire adepte du judo le mettant au tapis. Et Jean de s’écrier pour ne perdre la face : « Bravo p'tit gars ! T'as compris la contre-prise ! ».
Dans Pistolin, il dessine quelques histoires de la série historique Les Grands Noms de l'histoire de France et collabore avec Albert Uderzo pour illustrer 57 textes des Enfants héroiques.
Il travaille régulièrement pour la publicité. Avec l’agence Havas, on retrouve son trait pour de nombreuses publicités (Briques magiques, Caran d’aches, Mallat ou Reynolds…) et pour l'agence Publiart, les publicités Club Tintin View-master
En 1960, il est l'illustrateur du livre L'Indien aux yeux clairs d'Hélène Chauvet - pseudo L.N. Lavolle,
En 1962, dans Vaillant, Le Moing assiste Lucien Nortier sur la reprise de Lynx Blanc.

### La création de la Mascotte Malabar
Vers 1965, il est choisi par l’agence Havas pour illustrer les publicités des marques de General Foods France. Il est chargé de dessiner les vignettes du chewing-gum Malabar soit 142 vignettes tatouages, en 5 séries, jointes au chewing-gum de 1965 à 1969.
Puis on lui demande de créer un personnage incarnant la marque : il dessine un grand gaillard, costaud et malin, qui vient en aide aux enfants. On reconnait facilement le héros à son maillot jaune et son grand M sur le torse.
En 1969, une première série de 28 vignettes-tatouages présente le personnage déployant sa force et sa gentillesse avec les enfants. En 1972, une deuxième série de 28 vignettes-tatouages est entièrement consacrée aux sports olympiques.

### Le studio sos dessin
Entre 1965 et 1966, il travaille au sein d'un atelier Rue de Jarente puis s'associe pour faire naitre le studio SOS Dessin.

### Le studio cré/action.
En 1969 qu'il crée son premier studio "cré/action", 3 Rue Gramont, Paris 2. Une petite dizaine de salariés s'activent ainsi que dans une succursale à Nantes

### Le studio Prest'Agence
En 1973, création du studio Prest'Agence, 171 avenue Charles de Gaulle à Neuilly (92)

### Le studio LPL
En 1985, création de L.P.L. avec 2 autres associés. La société est l'acronyme des fondateurs Lemoing / Possesse / Lapipe. L'objectif est l'élaboration d'outils de présentation de campagne (tableaux, chartes et diapositives) ; ainsi que des objets et personnages en volume. L'aventure s'achève en 1994.

### Fin de carrière
Son père décède à St Malo, à l’âge de 82 ans, en 1987. À Lancieux dans les Côtes-d'Armor, il vit avec sa mère, qu’il perd en 1999, âgée de 90 ans.
En mars 2012, la société Cadbury, propriétaire de la marque Malabar, met à la retraite sa mascotte historique pour installer le chat Mabulle.
Mi-avril 2012, Jean-René Le Moing est hospitalisé à Saint-Malo où il décède le 6 juin 2012.

## Œuvres
Chevalier Emerik et Peter Pat dans le magazine l'Express illustré en 1952-1953(éphémère parution de 3 numéros)
Histoires de l’oncle Paul dans Spirou sur des scénarios d’Octave Joly
- Les 306 Fabius, no 922[15]
- Gordini, no 935[16]
- Les Fratellini, no 961[17]

Aventures de Pamcoq dans Pamcoq contact, fascicule publicitaire des vêtements Conchon-Quinette
- Les aventures de Pamcoq, dans Pamcoq[18] n°11 et 12 en 1957

Histoires vraies : Les grands noms de l’histoire de France :
Récits sur 4 pages sous forme de BD
- Pistolin no 41 d'octobre 1956 : Tom Souville
- Pistolin no 49 de février 1957 : Le vrai d'Artagnan
- Pistolin no 51 de mars 1957 : Cyrano de Bergerac
- Pistolin no 65 d'octobre 1957 : Hoche

Récits sur 2 pages, avec textes sous les images
- Pistolin no 70 de décembre 1957 : le prestidigitateur Caseneuve
- Pistolin no 71 de début janvier 1958 : la première traversée de la Manche

Et un « Récit de Guerre »
- Pistolin no 72 de fin janvier 1958 : opération Jéricho

Les enfants héroïques
- Pistolin no 6 à 72 : Avec Albert Uderzo illustration commune des 57 textes  écrit par René Goscinny

L'univers inconnu du magazine Jeannot
- Rubrique dans les n° 2, 3, 4 5 et 6

Sinbad Simms, Shark boy of the sea !
1960, publié dans les n°110 à 1107 du magazine Knockout
Reprise de Lynx blanc de Roger Lécureux sur des scénarios de Jean Sanitas, il assiste Lucien Nortier en 1963 dans Vaillant
- no 889 à 903 : 30 planches – La patrouille de la jungle
- no 904 à 933 : 60 planches - La patrouille de la jungle

En 1963, La patrouille de la jungle
- no 934 à 950 : 34 planches – Le monde retrouvé
- no 951 à 963 : 26 planches – L’okapi blanc
- no 964 à 970 : 13 planches – Le vieux solitaire
- no 971 à 1002 : 61 planches + page annonce La déesse aux diamants

Série de vignettes tatouage pour le chewing-gum Malabar, en 1965
- 1965 : série de 28 vignettes - Décalque 1
- 1968 : série de 28 vignettes - Décalque 2
- 1968 : série de 28 vignettes - Décalque 3
- 1968 : série de 28 vignettes - Décalque 4
- 1968 : série de 30 vignettes - Big malabar

La création de la mascotte de M. Malabar, en 1969
- 1969 : série de 28 vignettes - Tatouages à la fleur
- 1972 : série de 28 vignettes - Jeux olympiques de 1972

La pêche en mer illustrée d'André Pejouan
- 1993 : réalisation des illustrations de l'ensemble du livre